# Hyacinth Oroko Egbebo
Hyacinth Oroko Egbebo MSP (* 23. Oktober 1955 in Ogriagbene) ist Bischof von Bomadi.

## Leben
Hyacinth Oroko Egbebo trat der Ordensgemeinschaft der Missionsgesellschaft des heiligen Paulus von Nigeria bei und empfing am 23. Juni 1990 die Priesterweihe.
Papst Benedikt XVI. ernannte ihn am 23. November 2007 zum Weihbischof in Bomadi und Titularbischof von Lacubaza. Der Apostolische Nuntius in Nigeria, Erzbischof Renzo Fratini, spendete ihm am 2. Februar des nächsten Jahres die Bischofsweihe; Mitkonsekratoren waren Joseph O. Egerega, Apostolischer Vikar von Bomadi, und Richard Anthony Burke SPS, Erzbischof von Benin City.
Am 4. April 2009 wurde er zum Apostolischen Vikar von Bomadi ernannt. Hyacinth Oroko Egbebo wurde am 21. September 2017 infolge der Erhebung des Apostolischen Vikariates Bomadi zum Bistum erster Bischof von Bomadi.